# Cosmorhoe minor
Cosmorhoe minor là một loài bướm đêm trong họ Geometridae.